# Ljutići (Czarnogóra)
Ljutići (cyr. Љутићи) – wieś w Czarnogórze, w gminie Pljevlja. W 2011 roku liczyła 146 mieszkańców.